# Neocirolana tayronae
Neocirolana tayronae är en kräftdjursart som beskrevs av Müller1993. Neocirolana tayronae ingår i släktet Neocirolana och familjen Cirolanidae. Inga underarter finns listade i Catalogue of Life.